# Natriumperrenaat
Natriumperrenaat (NaReO4) is een natriumzout van perreniumzuur. De stof komt voor als een wit kristallijn poeder, dat zeer goed oplosbaar is in water. Het zout wordt voornamelijk gebruikt om andere reniumverbindingen aan te maken.